# Venatrix fontis
Venatrix fontis Framenau & Vink, 2001 è un ragno appartenente alla famiglia Lycosidae.

## Etimologia
Il nome proprio deriva dal latino fons, fontis, che significa fonte e corrisponde all'habitat presso cui sono stati rinvenuti gli esemplari di questa specie.

## Caratteristiche
L'olotipo maschile ha una lunghezza totale di 11,0mm: il cefalotorace è lungo 5,5mm, e largo 4,1mm.
Il paratipo femminile ha una lunghezza totale di 14,3mm: il cefalotorace è lungo 6,3mm, e largo 4,6mm.

## Distribuzione
La specie è stata reperita nell'Australia: in Australia meridionale, nello stato di Victoria e nel Nuova Galles del Sud. Di seguito alcuni rinvenimenti:
1. l'olotipo maschile è stato rinvenuto in località Freeling Springs, nell'Australia meridionale, nel giugno 1996.
2. un paratipo maschile, sei femminili e uno juvenile nello stesso luogo e data dell'olotipo maschile.
3. 31 esemplari maschili, 4 femminili, 3 femminili con piccoli (spiderlings) in località Elizabeth Mound Spring, in Australia meridionale.[1].

## Tassonomia
Appartiene al lapidosa-group insieme a V. lapidosa e V. furcillata.
Al 2021 non sono note sottospecie e dal 2006 non sono stati esaminati nuovi esemplari.